# Torre del Oro
A Torre del Oro (spanyol nevének jelentése: aranytorony vagy az arany tornya) a spanyolországi Sevilla egyik műemléke. A 13. századi eredetű toronyban ma hajózási múzeum működik.

## Története
A torony 1221-ben, az almohád uralom idején épült a kikötő védelmi céljaira, Abu El Ola kormányzása idején. A kezdetektől fogva aranytorony (burdzs al-dahab) néven ismerték, de ennek eredetére csak elméletek vannak: van, aki szerint a ráeső napsugarak csillogtak aranyosan a tornyot díszítő csempéken, mások szerint az Amerika felfedezése után onnan hazatérő hajók aranykincseit tárolták benne. Egy elterjedt feltételezés szerint a folyó túlpartján korábban egy másik torony is állt, a kettő között pedig egy láncot feszítettek ki a folyóban, ám a másik torony létezése nem bizonyított, a lánc pedig minden bizonnyal nem itt, hanem a hajóhídnál helyezkedett el. (Igaz, Santander és Laredo városok címerében a Torre del Oro és a lánc együtt szerepel.)
Az utolsó felújítás során vita keletkezett arról, hogy az épület eredetileg hány szintes volt. A régészek között viszont van, aki szerint a második szintet csak a 14. században építtette I. Péter kasztíliai király, de vannak művészettörténészek, akik szerint ez a szint már eredetileg is megvolt, a király idejében csak mudéjar stílusú díszítései keletkeztek. 1358-ban, amikor Péter Sevillában járt, új szeretőt „talált” magának: név szerint Aldonza Coronelt, Alvar Pérez de Guzmán feleségét, akit ebben a toronyban helyezett el, sőt, még három őrt is állított őrzésére. Szintén ebbe a toronyba zárták be a IV. Péter aragóniai királlyal I. Péter ellen szövetkező, később ki is végzett Juan de la Cerdát.
A tornyot több földrengés is megrongálta. Az 1504-es földmozgás után, hogy szerkezetét megerősítsék, egy 12 darabból álló vasabroncsot is húztak köré. Az 1755-ös lisszaboni földrengés akkora károkat okozott a toronyban, hogy még a lebontása is szóba került, de végül kijavították, sőt, ezen munkálatok során, 1760-ban készült el a torony harmadik szintje is.
A 19. század elején a Guadalquiviri Hajózási Társaság (Compañía de Navegación del Guadalquivir) szerette volna irodáit berendezni a toronyban, de 1822-ben a tengerészet helyezte el itt a kikötői kapitányság központját. 1870-ben végleg megkapták az épületre a használati jogot, de az 1929-es Iberoamerikai Kiállítás véget értével új székházba költöztek, a torony pedig üresen maradt. Az 1931-ben nemzeti műemlékké nyilvánított épületbe 1936-ban a Tengerészeti Minisztérium rendeletére a Tengerészeti Múzeum egy fiókjának kellett volna beköltöznie, de a kitörő polgárháború megakasztotta a munkálatokat, így azok csak 1942-ben folytatódhattak. Az alsó két szinten rendezték be a múzeumot, fent irodák működtek. Felavatására 1944. július 24-én került sor.
1969. február 28-án újabb erős földrengés rázta meg a várost, amely főleg a felső szintben okozott károkat. Ennek következtében döntöttek úgy, hogy a felső két szint nyílásait befalazzák. 1991-ben a sevillai világkiállítás miatt felújították a tornyot, majd 2005-ben is. Utóbbi alkalommal amellett, hogy burkolatát megtisztították, elbontották a Marqués del Contadero sétánytól felvezető lépcsőket is, valamint új kivilágítást építettek ki.

## Az épület
A torony Sevilla belvárosában, a Guadalquivir folyó bal partján áll. Három szintje közül az alsó kettő tizenkét szögű, a legfelső a legkisebb átmérőjű, kör keresztmetszetű, és egy sárga csempékkel fedett kupola zárja. A benne található múzeum kétszintes, az első szinten a torony történetét mutatják be. A kiállítás egyik kiemelkedő darabja Johannes Janssonius metszete, amely az 1617-es várost ábrázolja, és amelyen jól megfigyelhető a még harmadik szintje nélkül álló Torre del Oro is. Szintén jelentős tárgy a Real Fernando nevű hajó makettje, amely Spanyolország első gőzhajója volt, és itt, Sevillában készült. Az emeleten a spanyol armada történetével kapcsolatos kiállítás kapott helyet: megtekinthetők többek között térképek és hajózási műszerek is. A múzeumhoz kilátóterasz is tartozik.

## Képek

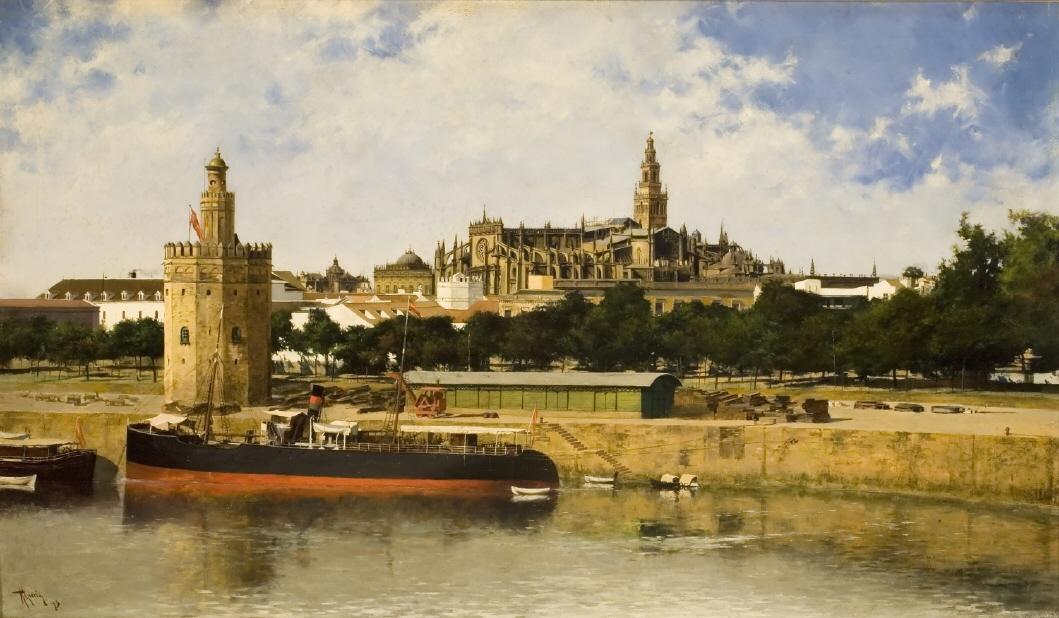
Egy 1893-as festményen
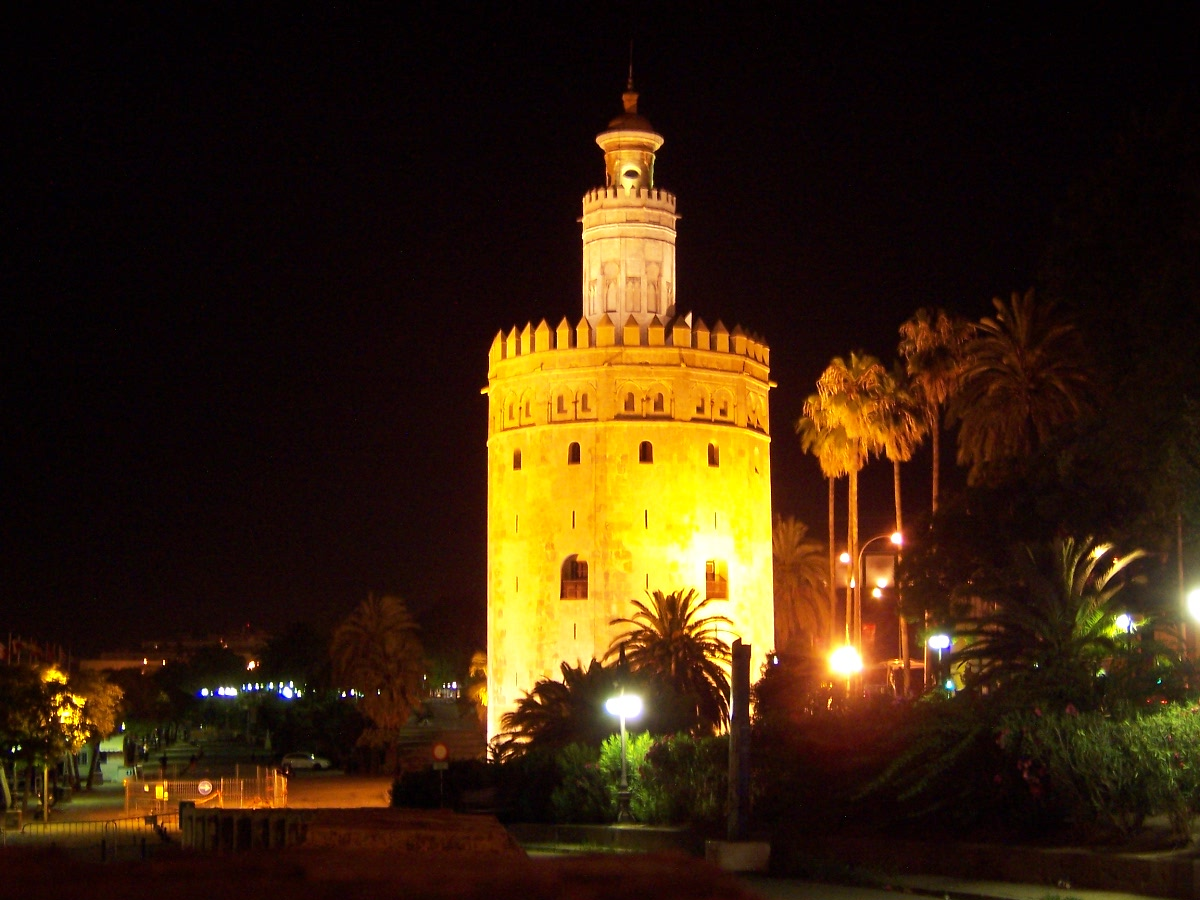
Díszkivilágításban
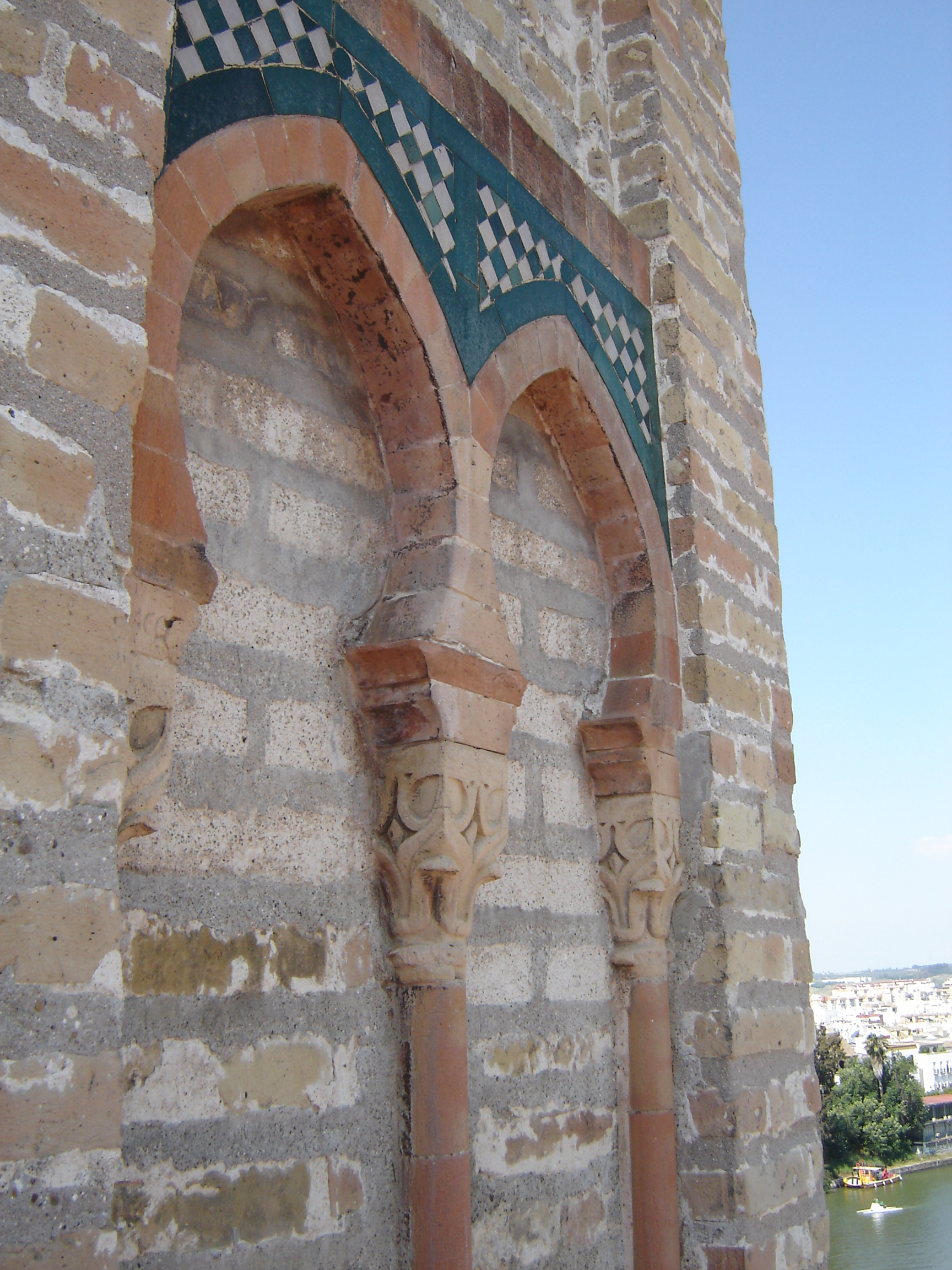
Részlet
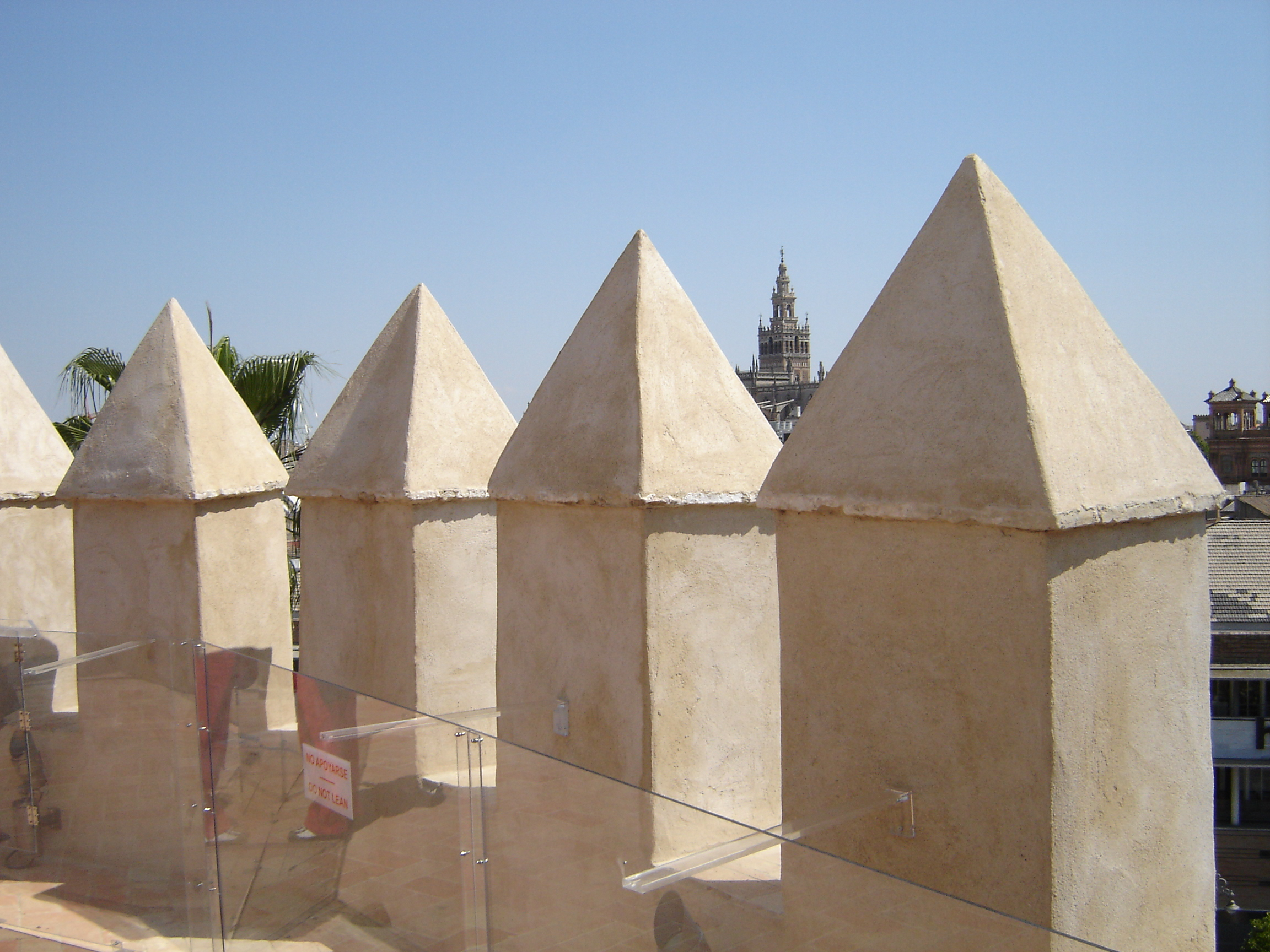
Részlet